# Alistair Griffin

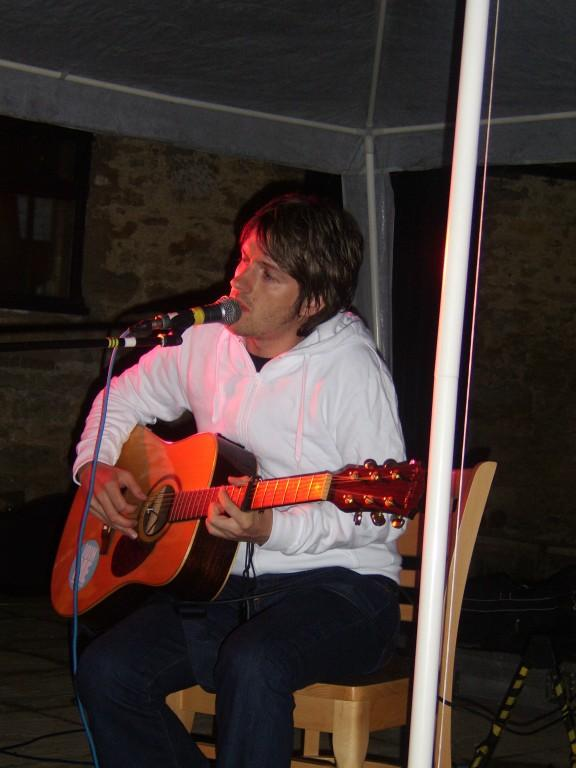
Alistair Griffin (2006)

Alistair Richard Griffin (Middlesbrough, 1 november 1977) is een Engelse zanger en songwriter. Hij verwierf enige bekendheid na zijn deelname aan Fame Academy 2, een televisieprogramma van de BBC. Hij onderscheidde zich altijd van andere muzikanten door het genre van zijn muziek. Zijn muzieknummers bevatten invloeden van klassieke rockmuziek en britpop tot Engelse en Amerikaanse folk.

## Vroege carrière
Tijdens zijn studentenjaren was hij al bezig met het zingen en schrijven van liedjes. Hij ging naar het York St John College, waar hij met enkele anderen een kleine muziekband vormde. Hiermee schuimden ze de straten van York af. In 2001 trad hij op als zanger van de band Sugartown. Samen met Stuart Hanna schreef hij het nummer Fade away. Het nummer werd opgenomen in de slaapkamer van Stuart Hanna en werd gespeeld door de band Pulse, waar Griffin lid van geweest is. Ze deden met het nummer mee aan een muziekwedstrijd van de Britse radiozender Radio 2, maar het nummer haalde de finales niet. Griffin werkte in Duitsland enige tijd samen met DJ Sammy. Hij deed ook auditie voor de boyband Blue, maar werd niet gekozen. Dit werd later ontkend door Griffin zelf, die het afdeed als een roddel van de pers.

## Fame Academy
In 2002 deed Griffin voor het eerst mee aan Fame Academy, maar hij geraakte niet tot in de liveshows. In 2003 deed hij terug mee aan Fame Academy 2. Hij geraakte door de inleidende rondes dankzij de vele stemmen van de kijkers. Hoewel de jury, onder anderen Richard Park, hem beschreef als 'middelmatig' en zijn stem als 'nasaal', won Griffin de sympathie van de kijkers door zijn gevoel voor humor en zijn vrolijke karakter achter de schermen. Ook de zangcoaches noemden hem weinig origineel en boybandachtig, maar Robin Gibb van de Bee Gees zei dat hij een uniek talent had als songwriter en een redelijke goede stem. Uiteindelijk ging hij naar de finales en behaalde hij de tweede plaats. De eerste plaats ging naar Alex Parks.
In de eerste show zong hij 'If you come back' van Blue en 'Wherever you will go' van The Calling.
In de tweede show zong hij Everything I own van Bread. Zowel Griffin als Parks zongen een duet met Daniel Bedingfield. Daarna zong hij een eigen nummer, 'Bring it on'. Na een laatste duet met Parks, werd Parks uiteindelijk de winnaar. Ze zongen samen 'Let it be' van The Beatles. Daniel Bedingfield schijnt na de wedstrijd aan Griffin zijn verontschuldigingen aangeboden te hebben. Zijn voorkeur voor de sympathieke Alex Parks was zeer duidelijk te zien op het scherm, maar dit was niets vergeleken met zijn uitroep: Just Vote for Alex!.

## Latere carrière
In 2003 werd het nummer 'Bring it on/My Lover's Prayer' op single uitgebracht. Het volgende jaar verscheen het album Bring it on, waarop veertien nummers stonden. In datzelfde jaar zong hij enkele duetten met Phil Collins en Robin Gibb. Hij vergezelde ook enige Simon Waggott (een muzikant en een oude vriend van hem). Ook gaf hij een tijdje soloconcerten, soms ook met de band Riccardo. In de maand april van 2006 maakte hij het publiekelijk dat hij een eigen band aan het vormen was en niet meer als soloartiest wilde doorgaan. De band heette Albion en werd gelanceerd in juli van hetzelfde jaar. Het bleek uiteindelijk niet te werken en zonder een gegronde reden te geven, ging de band in augustus 2007 uiteen. De groep had een paar gratis te downloaden nummers gemaakt. Na het uiteenvallen van de band gaf hij te kennen terug als soloartiest te spelen.
Vergezeld van fans en lokale beroemdheden speelde Griffin mee voetbal met het Middlesbrough-team. Dit gebeurde in september 2007. De wedstrijden duurden een week lang, met zeven spelers per team, en werden gespeeld voor het goede doel. In de laatste 30 seconden van de wedstrijd scoorde hij het winnende doelpunt. De match werd gespeeld tegen West Ham. Door het prijzengeld van 100.000 pond konden twee lokale liefdadigheidsorganisaties geholpen worden. In de periode erna schreef hij verscheidene nieuwe nummers. Deze werden live gespeeld in mei 2008 met zijn eigen band, een en ander tijdens een korte tournee met de Engelse band Ivyrise.
In 2007 kreeg Griffin wereldwijd media-aandacht voor zijn eigen bewerking van 'Hallelujah', een nummer van Leonard Cohen. De bewerking was een eerbetoon aan voetbalspeler Mark Viduka.

## Discografie

### Albums
| Jaar | Titel       | Aantal tracks |
| ---- | ----------- | ------------- |
| 2004 | Bring It On | 14            |
| 2012 | Albion Sky  | 12            |

| Album Bring It On                            | Album Albion Sky   |
| -------------------------------------------- | ------------------ |
| Bring It On                                  | Blinding Lights    |
| Painkiller                                   | Just Drive         |
| Oblivion                                     | Save This Day      |
| You and Me (Tonight)                         | Always No. 1       |
| Hungry for Love                              | Albion Sky         |
| Real World                                   | Chemistry          |
| Feeling Alive                                | High               |
| Something About Her                          | Willow Girl        |
| My Lover's Prayer (met Robin Gibb)           | All These Dreams   |
| Jealous Guy (cover van John Lennon)          | When God Was A Boy |
| In Your Smile                                | Silent Suicide     |
| Everything I Own (cover van Bread)           |                    |
| Wherever You Will Go (cover van The Calling) |                    |
| A Heart Can't Lie                            |                    |

De nummers 'Save This Day' en 'Silent Suicide' staan beide zowel op het het album Albion Sky als op de ep #Mogganaut. De versies van Save This Day verschillen echter.

### Singles
| Singles en ep's               | Bijzonderheden |
| ----------------------------- | -------------- |
| Bring It On                   |                |
| Bring It On/My Lover's Prayer | Met Robin Gibb |
| My Lover's Prayer             | Met Robin Gibb |
| You and Me (Tonight)          |                |
| Just Drive                    |                |
| #Mogganaut                    | ep             |